# Amittuarjuk
Amittuarjuk, tidigare benämnd Block Island, är en ö i Kanada.   Den ligger i territoriet Nunavut, i den östra delen av landet, 2 500 km norr om huvudstaden Ottawa. Arean är 10,6 kvadratkilometer.
Terrängen på Amittuarjuk är lite kuperad. Öns högsta punkt är 253 meter över havet. Den sträcker sig 7,2 kilometer i nord-sydlig riktning, och 2,7 kilometer i öst-västlig riktning.